# Castillo de Aguilar de Campoo
El castillo de Aguilar de Campoo es un castillo de origen medieval en la localidad de Aguilar de Campoo (provincia de Palencia, Castilla y León, España).
Se trata de un conjunto en ruinas de planta trapezoidal. Se conserva todavía la mayor parte del conjunto exterior, muros y torres. Se asienta sobre un peñasco de 970 metros.

## Descripción

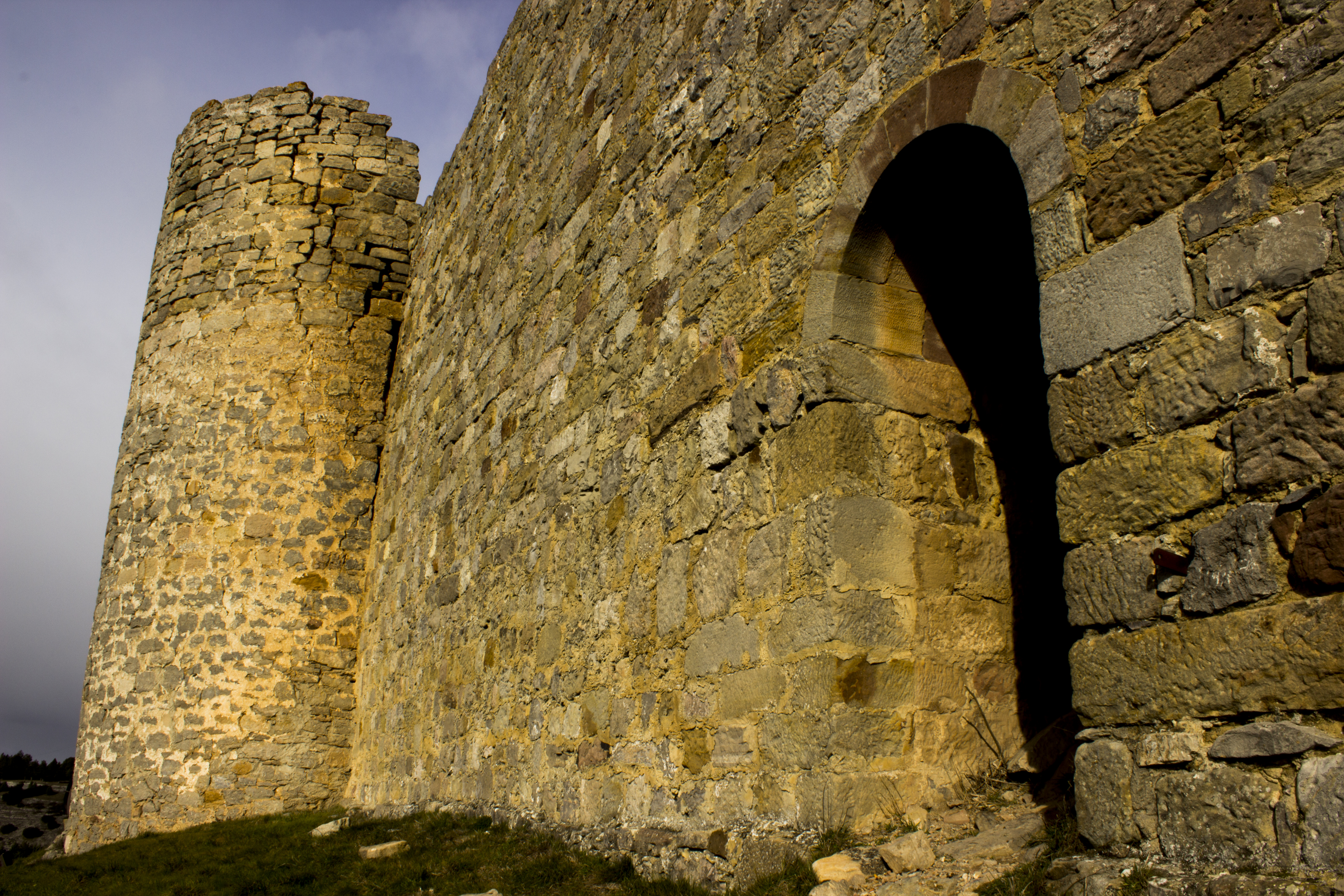
Puerta en el recinto interior.

Se trata de un conjunto de arte románico que originalmente tenía dos entradas: una en la fachada este, de medio arco apuntado, sobre la que se hallan restos de los escudos de armas; y otra en el sector noroeste, ya tapiada y en mal estado de conservación.
La mayor parte de los gruesos muros de piedra también están en mal estado. Se conservan restos de las torres del recinto interior.

## Historia
Señorío de Tello de Castilla, heredado por Garci V Fernández Manrique de Lara, marqués de Aguilar de Campoo y V señor de aguilar. El origen del castillo es una torre defensiva levantada en la época de la Reconquista, de la que los primeros testimonios documentales datan de 1039.
Fue reformado varias veces entre los siglos XII y XIV. A mediados del siglo XIV fue apresado en esta fortificación el cardenal Pedro Gómez Barroso por orden de Pedro el Cruel,  al censurar el entonces obispo de Sigüenza la prisión de Blanca de Borbón ordenada por su esposo, el monarca castellano. Don Pedro era hermanastro de Tello de Castilla, señor de Aguilar.